# Paragia decipiens
Paragia decipiens är en stekelart som beskrevs av William Edward Shuckard 1837. Paragia decipiens ingår i släktet Paragia och familjen Masaridae. Utöver nominatformen finns också underarten P. d. aliciae.